# カポルチャーノ
カポルチャーノ（イタリア語: Caporciano）は、イタリア共和国アブルッツォ州ラクイラ県にある、人口約200人の基礎自治体（コムーネ）。

## 地理

### 位置・広がり

#### 隣接コムーネ
隣接するコムーネは以下の通り。
- アッチャーノ
- カラペッレ・カルヴィージオ
- ファニャーノ・アルト
- フォンテッキオ
- ナヴェッリ
- プラータ・ダンシドーニア
- サン・ピーオ・デッレ・カーメレ
- ティオーネ・デッリ・アブルッツィ